# Quân hàm Lực lượng Vũ trang Liên bang Nga
Quân hàm của Lực lượng Vũ trang Liên bang Nga, được thừa hưởng hầu hết từ Hồng quân, mặc dù phù hiệu và đồng phục đã được thay đổi một chút.
Các lực lượng vũ trang Nga có hai kiểu quân hàm: Lực lượng mặt đất và Hải quân. Toàn thể các lực lượng chỉ sử dụng hàng ngũ kiểu Lực lượng mặt đất. Riêng Hải quân thì dùng kiểu quân hàm của riêng mình (trừ lực lượng Hải quân bờ và Không quân Hải quân).
Sau cải cách quốc phòng, từ 2008 đến 2011, cấp bậc Thượng sĩ đã bị bãi bỏ nhưng vào ngày 27 tháng 2 năm 2013, Bộ trưởng Quốc phòng Nga S. Shoigu tuyên bố khôi phục chức Thượng sĩ cho Lực lượng vũ trang Liên bang Nga.
Vào ngày 11 tháng 3 năm 2010, Luật số 293 của Tổng thống Nga đã giới thiệu một bộ phù hiệu cấp bậc mới. Binh lính, không quân nhân và thủy thủ bây giờ mặc đồng phục gắn phù hiệu đơn giản. Các thanh quân hàm của hạ sĩ quan đã được thay thế bằng các thanh ngang (thanh ngang nhỏ hạ sĩ và trung sĩ, tăng số lượng theo thâm niên, thanh ngang lớn cho thượng sĩ và thanh dọc cho thượng sĩ cao cấp). Những huy hiệu xếp hạng này phản ánh phù hiệu của cả Quân đội Đế quốc Nga và Quân đội Liên Xô thập niên 70. Cấp bậc Thượng sĩ nhận được các hàm mới và tất cả các phù hiệu sĩ quan phản ánh sự liên kết trong đồng phục trang phục. Các phù hiệu cho nữ khi diễu hành đã được giữ lại.
Vào năm 2013, phù hiệu của đại  tướng quân đội sẽ có một ngôi sao đỏ ở trên. Riêng Nguyên soái có quốc huy của Liên bang Nga ở trên ngôi sao.

## Cấp bậc quân hàm Sĩ quan
Sau đây là bảng cấp bậc quân hàm của Sĩ quan Lục quân Lực lượng Vũ trang Liên bang Nga:
| Cấp bậc                               | Cấp hiệu lễ phục | Cấp hiệu thường phục | Cấp hiệu kết hợp |
| ------------------------------------- | ---------------- | -------------------- | ---------------- |
| Nguyên soái Liên bang Nga - Маршал РФ |                  |                      |                  |
| Đại tướng - Генерал Армии             |                  |                      |                  |
| Thượng tướng - Генерал-полковник      |                  |                      |                  |
| Trung tướng - Генерал-лейтенант       |                  |                      |                  |
| Thiếu tướng - Генерал-майор           |                  |                      |                  |
| Đại tá - Полковник                    |                  |                      |                  |
| Trung tá - Подполковник               |                  |                      |                  |
| Thiếu tá - Майор                      |                  |                      |                  |
| Đại úy - Капитан                      |                  |                      |                  |
| Thượng úy - Старший лейтенант         |                  |                      |                  |
| Trung úy - Лейтенант                  |                  |                      |                  |
| Thiếu úy - Младший лейтенант          |                  |                      |                  |
| Học viên - Курсант                    |                  |                      |                  |

## Cấp bậc quân hàm Hạ sĩ quan & Binh sĩ
Sau đây là bảng cấp bậc quân hàm của Hạ sĩ quan Lục quân  Nga:
| Cập bậc                                             | Cấp hiệu lễ phục | Cấp hiệu thường phục | Cấp hiệu kết hợp |
| --------------------------------------------------- | ---------------- | -------------------- | ---------------- |
| Quân Nhân Chuyên Nghiệp Cao Cấp - Старший прапорщик |                  |                      |                  |
| Quân Nhân Chuyên Nghiệp - Прапорщик                 |                  |                      |                  |
| Thượng Sĩ Cao Cấp - Старшина                        |                  |                      |                  |
| Thượng Sĩ - Старший сержант                         |                  |                      |                  |
| Trung sĩ - Сержант                                  |                  |                      |                  |
| Hạ sĩ - Младший сержант                             |                  |                      |                  |
| Binh nhất - Ефрейтор                                |                  |                      |                  |
| Binh nhì - Рядовой                                  |                  |                      |                  |